# Elvira Guasch i Font
Elvira Guasch i Font (Santa Coloma de Farners, 1 de febrer de 1907 - Sant Andreu de la Barca, 9 de març del 1990) va ser mestra, cantant i compositora.
Va ser filla del compositor Enric Guasch i Poudevida, de qui va aprendre música. El 1927 - 1936 intervingué com a soprano en diversos concerts i el 1932 acompanyà el "Trio Civil" (Josep Saló, violí, Josep Serra, violoncel i Francesc Civil, piano, en una interpretació on se la cità com a "liederista gironina". Als anys 40 i 50 era mestra a La Cellera. Com a compositora va ser autora de diverses sardanes.

## Sardanes
- La Cellera
- L'Enric i la Lola
- Entrenament
- Farners (1948), enregistrada per La Flama de Farners en el D.C. Sardanes a Farners (Barcelona: Àudiovisuals de Sarrià, 2000 ref. AVS 5.1727)
- Marta
- La meva infantesa (1951)
- El petit Enric
- Poncella
- Puig de Frou (1954), revessa
- Riteta